# رياض (بني سويف)
قرية رياض هي إحدى القرى التابعة لمركز بنى سويف في محافظة بني سويف في جمهورية مصر العربية. حسب إحصاءات سنة 2006، بلغ إجمالي السكان في رياض 5280 نسمة، منهم 2748 رجل و2532 امرأة.